# Константинов, Михаил Петрович

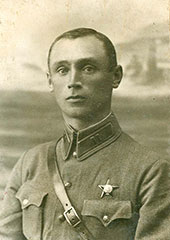
Майор М. П. Константинов

Миха́ил Петро́вич Константи́нов (1900, Усмань, Тамбовская губерния — 1990, Ленинград) — советский военачальник, Генерал-полковник (18.02.1958). Герой Советского Союза (6 апреля 1945 года).
Депутат Верховного Совета СССР 4 созыва (1954—1958).

## Биография
Родился 4 ноября 1900 года  в городе Усмань ныне — Липецкая область.
После окончания реального училища и трудовой школы работал счетоводом в Усманском уездном продовольственном комитете.

### Гражданская война
В мае 1919 года призван в ряды РККА, после чего служил красноармейцем, а затем курсантом в составе Борисоглебских кавалерийских курсов комсостава на Южном фронте. После окончания учёбы в феврале 1920 года назначен на должность командира взвода на этих же курсах в составе Приволжского военного округа, а затем принимал участие в боевых действиях на Южном и Туркестанском фронтах.

### Межвоенное время
С ноября 1921 года служил в 3-й Оренбургской кавалерийской школе на должностях помощника командира и командира эскадрона. В 1922 году экстерном окончил эту же школу. В сентябре 1924 года переведён в Объединённую Казахскую военную школу комсостава имени ЦИК Казахской ССР и назначен на должность помощника командира, в октябре того же года — на должность инструктора 2-го разряда, а в июле 1925 года — на должность командира эскадрона в составе этой же школы.
В октябре 1925 года Константинов направлен на учёбу на кавалерийские курсы усовершенствования командного состава РККА в Новочеркасске, после окончания которых в сентябре 1926 года направлен в 47-й кавалерийский полк (8-я Туркестанская кавалерийская дивизия, Приволжский военный округ), в составе которого служил на должностях командира эскадрона, помощника начальника и начальника штаба полка.
В 1929 году вступил в ВКП(б).
В ноябре 1930 года назначен на должность начальника полковой школы 80-го Туркестанского кавалерийского полка (7-я Туркестанская кавалерийская бригада, Среднеазиатский военный округ), находясь на которой, с апреля по май 1931 года принимал участие в боевых действиях против басмачества. В феврале 1932 года направлен в 6-ю Узбекскую горно-кавалерийскую дивизию, после чего служил на должностях начальника штаба и командира 79-го кавалерийского полка, а в сентябре 1933 года назначен на должность командира 41-го горнокавалерийского полка.
В 1935 году повторно окончил кавалерийские курсы усовершенствования командного состава РККА в Новочеркасске.
С июля 1937 года служил на должностях помощника командира и с октября 1937 пр февраль 1938 года временно исполнял должность командира 20-й горнокавалерийской дивизии, в сентябре 1938 года назначен на должность командира 18-й горнокавалерийской дивизии, а в марте 1941 года — на должность командира 6-й Кубано-Терской Чонгарской Краснознамённой ордена Ленина кавалерийской дивизии 6-го казачьего кавалерийского корпуса имени И. В. Сталина (Западный Особый военный округ).

### Великая Отечественная война
С началом войны находился на прежней должности, участвовал в Белостокско-Минском сражении с утра 22 июня 1941 года. Дивизия под командованием М. П. Константинова в составе 6-го кавалерийского корпуса вела тяжёлые оборонительные боевые действия на территории Белорусской ССР. Приняв первый бой у города Ломжа, 6-я кавалерийская дивизия с тяжелыми боями отходила к Минску, но в районе юго-западнее Минска была окружена. Из кольца пробилась с боем группа кавалеристов не более 300—350 сабель, которая отошла в район Орши, но там в неравных боях и эти бойцы тоже почти все погибли. Сам генерал Константинов 29 июня был тяжело ранен в бою у села Россь Волковысского района (ранения в обе ноги и в спину), был оставлен у надёжных местных жителей в предместье Минска. После выздоровления собрал группу из 35 скрывающихся красноармейцев и с ними направился в Полесье на поиски партизан. 28 марта 1942 года группа встретилась с партизанском отрядом В. З. Коржа. Далее он принимал участие в боевых действиях в составе партизанских соединений Минской области, возглавив военно-оперативную работу партизанских соединений. Уже 2 апреля была проведена первая разработанная генералом Константиновым операция — уничтожение немецкого гарнизона в деревне Постолы Житковичского района.
С сентября 1942 года находился в распоряжении Центрального штаба партизанского движения, был вывезен самолётом из немецкого тыла и в декабре того же года направлен на учёбу на ускоренный курс при Высшей военной академии РККА имени К. Е. Ворошилова, после окончания которого в феврале 1943 года назначен на должность командира 19-го кавалерийского корпуса, а в июле — на должность заместителя командующего войсками Степного фронта по кавалерии. Принимал участие в боевых действиях в ходе Курской битвы.
В октябре 1943 года назначен на должность командира 7-го гвардейского кавалерийского корпуса, который вскоре принимал участие в боевых действиях в ходе битвы за Днепр, Гомельско-Речицкой, Полесской, Белорусской и Висло-Одерской наступательных операций.
Во время Варшавско-Познанской наступательной операции корпус под командованием Константинова после введения в прорыв 16 января 1945 года принимал участие в освобождении городов Томашув и Лодзь, а затем — в окружении радомско-томашувско-лодзинской группы войск противника.
Указом Президиума Верховного Совета СССР от 6 апреля 1945 года за умелое руководство кавалерийским корпусом и проявленные при этом решительность и мужество гвардии генерал-лейтенанту Михаилу Петровичу Константинову присвоено звание Героя Советского Союза с вручением ордена Ленина и медали «Золотая Звезда» (№ 5864).
В завершающие месяцы войны корпус участвовал в боевых действиях в ходе Восточно-Померанской и Берлинской наступательных операциях.

Могила М. П. Константинова на Богословском кладбище Санкт-Петербурга.

### Послевоенная карьера
После окончания войны находился на прежней должности.
С декабря 1945 года находился в распоряжении командующего кавалерией Красной армии С. М. Будённого и в мае 1946 года направлен на учёбу на высшие академические курсы при Высшей военной академии имени К. Е. Ворошилова, после окончания которых в мае 1947 года назначен на должность начальника 2-го отдела Управления планирования боевой подготовки Сухопутных войск, а в июле 1948 года — на должность начальника 2-го курса основного факультета Военной академии имени М. В. Фрунзе.
В июле 1951 года направлен в Северную группу войск и назначен на должность помощника командующего, а в июле 1952 года — на должность командующего войсками группы войск, в апреле 1955 года — на должность 1-го заместителя командующего войсками Ленинградского военного округа, а в августе того же года был утвержден членом Военного совета этого же округа.
Генерал-полковник М. П. Константинов в июле 1964 года вышел в запас и вскоре был избран первым председателем Ленинградской организации ветеранов войны.
Умер 30 мая 1990 года. Похоронен на Богословском кладбище (на углу аллеи Героев и Лабораторной дорожки).

## Воинские звания
- Майор (29.01.1936)
- Полковник (17.02.1938)
- Комбриг (31.01.1939)
- Генерал-майор (4.06.1940)
- Генерал-лейтенант (26.07.1944)
- Генерал-полковник (18.02.1958)

## Награды
- Медаль «Золотая Звезда» Героя Советского Союза (6.04.1945);
- Три ордена Ленина (13.11.1942, 21.02.1945, 6.04.1945);
- Четыре ордена Красного Знамени (3.06.1944, 3.11.1944, 15.11.1950, ...);
- Орден Суворова II степени (28.08.1944);
- Орден Отечественной войны Iстепени (11.03.1985);
- 3 ордена Красной Звезды (16.08.1936, 22.02.1941, 3.11.1980);
- Ряд медалей СССР;
- Орден «За воинскую доблесть» V класса (Польша, 19.12.1968);
- Медаль «На страже мира» (Польша).

## Память
В честь М. П. Константинова названа средняя школа № 2 в городе Усмань (Липецкая область). Также на здании педагогического колледжа в Усмани установлена мемориальная доска.
Экспозиция в Белорусском государственном музее истории Великой Отечественной войны.